# Les Forques (Sallent)
Les Forques és una serralada amb una elevació màxima de 405,9 al terme municipal de Sallent, a la comarca catalana del Bages. Al peu de la muntanya hi ha el cementiri, i al cim una magnífica vista de Sallent, de Montserrat i la muntanya del Cogulló.